# Vratislávka
Vratislávka je obec v okrese Brno-venkov v Jihomoravském kraji. Rozkládá se v Křižanovské vrchovině, přibližně čtrnáct kilometrů západně od Tišnova. Žije zde 91 obyvatel.

## Název
Vesnice se původně jmenovala Vratislav (v mužském rodě), její jméno bylo odvozeno od osobního jména Vratislav a znamenalo "Vratislavův majetek". Jméno vsi nejprve přešlo do ženského rodu a posléze bylo zdrobněno. Od počátku 18. století jsou doloženy i tvary Bratislávka a Ratislávka.

## Historie
První písemná zmínka o obci pochází z roku 1358.
K 1. lednu 2005 byla obec Vratislávka společně s dalšími 23 obcemi převedena z okresu Žďár nad Sázavou (Kraj Vysočina) do okresu Brno-venkov (Jihomoravský kraj).

## Obyvatelstvo
| Rok            | 1869 | 1880 | 1890 | 1900 | 1910 | 1921 | 1930 | 1950 | 1961 | 1970 | 1980 | 1991 | 2001 | 2011 | 2021 |
| -------------- | ---- | ---- | ---- | ---- | ---- | ---- | ---- | ---- | ---- | ---- | ---- | ---- | ---- | ---- | ---- |
| Počet obyvatel | 252  | 305  | 280  | 267  | 256  | 248  | 249  | 176  | 153  | 124  | 120  | 90   | 77   | 86   | 85   |
| Počet domů     | 30   | 34   | 35   | 41   | 43   | 43   | 43   | 46   | 41   | 35   | 30   | 39   | 42   | 46   | 43   |

Vývoj počtu obyvatel

## Obecní správa

### Obecní symboly
Znak a vlajka byly obci uděleny rozhodnutím předsedy Poslanecké sněmovny Parlamentu České republiky dne 23. března 2021.

## Pamětihodnosti
- Kaple Panny Marie